# Ист Гринбуш (Њујорк)
Ист Гринбуш (енгл. East Greenbush) насељено је место без административног статуса у америчкој савезној држави Њујорк.

## Демографија
По попису из 2010. године број становника је 4.487, што је 402 (9,8%) становника више него 2000. године.
| Група             | 2000.         | 2010.         |
| Белци             | 3.739 (91,5%) | 3.998 (89,1%) |
| Афроамериканци    | 131 (3,2%)    | 109 (2,4%)    |
| Азијати           | 106 (2,6%)    | 199 (4,4%)    |
| Хиспаноамериканци | 58 (1,4%)     | 110 (2,5%)    |
| Укупно            | 4.085         | 4.487         |